# ファッラ・ディゾンツォ
ファッラ・ディゾンツォ（伊: Farra d'Isonzo）は、イタリア共和国フリウリ＝ヴェネツィア・ジュリア州ゴリツィア県にある、人口約1,700人の基礎自治体（コムーネ）。この村にある民間の天文台は、多くの小惑星を発見している。

## 名称
標準イタリア語以外の言語では以下の名を持つ。
- フリウリ語: Fare [6]
- フリウリ語ゴリツィア方言 (it) : Fara [6]
- スロベニア語: Fara ob Soči

## 地理

### 位置・広がり
ゴリツィア県北部、フリウーリ地域に所在する町である。県都ゴリツィアから西南西へ9km、ウーディネから南東へ28km、州都トリエステから北西へ35kmに位置する。コムーネの領域はイゾンツォ川右岸（北岸）に広がる。

#### 隣接コムーネ
隣接するコムーネは以下の通り。
- サン・ロレンツォ・イゾンティーノ - 北
- モッサ - 北東
- ゴリツィア - 北東
- サヴォーニャ・ディゾンツォ - 東
- サグラード - 南
- グラディスカ・ディゾンツォ - 南西
- マリアーノ・デル・フリウーリ - 西
- モラーロ - 北西

フリウーリ東部の歴史的中心地であるグラディスカは、ファッラから南西へ約2.8km隔てた隣村である。イゾンツォ川に沿ってゴリツィアに向かう国道や高速道路がコムーネを通過している。
サヴォーニャ・ディゾンツォ、サグラードとの間はイゾンツォ川で隔てられている。サヴォーニャ・ディゾンツォとの間には高速道路が橋で越えている。

### 地勢
コムーネの東から南に、イゾンツォ川が方向を変えながら流れる。フリウーリ平野のほぼ東端に位置するため地勢はおおむね平坦であり、面積の多くは葡萄園が占めている。コッリオ (it:Collio (territorio)) の丘陵地帯の影響がおよぶ南端でもあり、ファッラ本村の東には海抜100mを越える丘がある。

### 気候分類・地震分類
ファッラ・ディゾンツォにおけるイタリアの気候分類 (it) および度日は、zona E, 2283 GGである。
また、イタリアの地震リスク階級 (it) では、zona 2 (sismicità media) に分類される。

### 主要な集落
ファッラの本村（ファッラ・ディゾンツォ、Farra d'Isonzo、人口約1300人）はコムーネの西南部に偏って位置する。
コムーネ北部のヴィッラノーヴァ（人口約100人）がこれに次ぐ規模の集落である。東部のゴリツィア市域との境界近くにはマイニッツァ（Mainizza）がある。マイニッツァはイゾンツォ河畔の集落で、古代の橋と宿駅の遺跡が残る。ヴィッラノーヴァの南にあたるイゾンツォ河畔にはグロッタ（Grotta）の集落がある。

## 歴史
村の名のファッラ（Farra）はランゴバルド語に由来し、家族や氏族が構えた砦を指す "Fara" から来ているという。
ローマ帝国時代、イゾンツォ河畔のマイニッツァには、イゾンツォ川を渡る木造橋と statio（駅伝制の宿駅）が設けられた。現在もマイニッツァの近くにはポンテ・ロマーノの地名（隣接するゴリツィア市域に属する）が残る。
19世紀末から20世紀前半まで活動した詩人リカルド・ピッテリ（Riccardo Pitteri）は、この村を避暑地として選び、多くの詩を残している。

## 社会

### 産業・経済
ファッラ・ディゾンツォはワインの産地として知られている。かつては養蚕業も行われていた。

### 居住地区別人口
国立統計研究所（ISTAT）は居住地区（Località abitata）別の人口として以下を掲げている。統計は2001年時点。
| 地区名           | 標高   | 人口  | 備考                                                      |
| ---------------- | ------ | ----- | --------------------------------------------------------- |
| FARRA D'ISONZO   | 30/116 | 1,712 |                                                           |
| FARRA D'ISONZO * | 46     | 1,321 |                                                           |
| MOLAMATTA        | 35     | 39    | グラディスカ・ディゾンツォの Gradisca d'Isonzo 地区に連続 |
| VILLANOVA        | 50     | 113   |                                                           |
| Bellanotte       | 34     | 13    |                                                           |
| Case Bressan     | 42     | 23    |                                                           |
| Fossata          | 40     | 22    |                                                           |
| Grotta           | 33     | 59    |                                                           |
| Mainizza         | 39     | 80    | ゴリツィアの Mainizza 地区に連続                          |
| Case Sparse      | -      | 42    |                                                           |

- ISTATは人口統計上、家屋密度の高い centro abitato （居住の中心地区）、密度の低い nucleo abitato （居住の核となる地区）、まとまった居住地区を形成していない case sparse （散在家屋）の区分を用いている。上の表で地名がすべて大文字で示されているものが centro abitato である。「*」印が付されているのは、コムーネの役場・役所 la casa comunale の置かれている地区である。

## 文化・観光・施設

### ファッラ・ディゾンツォ天文台
ファッラ・ディゾンツォ天文台（Osservatorio Astronomico di Farra d'Isonzo、北緯45度54分56.7秒 東経13度31分32.3秒）は、ファッラ・ディゾンツォ天文文化サークル（Circolo Culturale Astronomico di Farra d'Isonzo、略称CCAF）が運営する非営利の民間天文台である。
この村の名に因む (7501) ファッラや、村を流れるイゾンツォ川に因む (6501) イゾンツォなど、多くの小惑星を発見している。

### その他

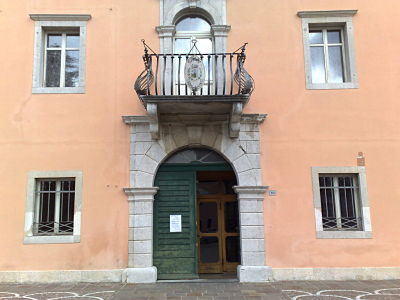
イル・パラッツォ・カリーチェ

ファッラ本村の中心、ヴィットーリオ・エマヌエーレ3世広場（piazza Vittorio Emanuele III）に面したイル・パラッツォ・カリーチェ（Il palazzo Calice）は、1728年に建てられた建物である。この建物には、村の役場が置かれている。
マイニッツァ地区には、「フォード・グラットン博物館」（Museo Ford Gratton）の通称で知られる自動車・技術博物館（Museo dell'automobile e della tecnica）がある。イタリア最大のフォード・ディーラーのひとりであったパオロ・グラットン（Paolo Gratton）がコレクション展示のためにつくった私設博物館で、T型フォードをはじめとするさまざまな種類の自動車・オートバイ、そのほかラジオなどが展示されている。
グロッタ地区にはフリウリ農業文化博物館（Museo della Civiltà Contadina Friulana）がある。17世紀終わりから20世紀初期にかけてのフリウリの伝統的な農村生活の様子を再現するとともに、さまざまな道具や文書などを保存している。
このほか、文化施設としては村立図書館もある。
近年は、音楽面の活動でも知られるようになってきた。アルペ・アドリア地域 (Alpe-Adria) の若手音楽家を対象とした室内楽のコンテストが年に一度開催され、教会の小礼拝堂で多彩なコンサートが開かれている。男性合唱団"Gruppo Vocale"は活動歴こそ浅いもののクラシック・ポップス・宗教曲などのレパートリーで成功を収めている。

## 交通

### 道路
高速道路
- RA17  (it:Raccordo autostradale 17) 
〔ヴィッレッセ - グラディスカ〕 - グロッタ - 〔ゴリツィア〕

国道
- SS351  (it:Strada statale 351 di Cervignano) 
〔チェルヴィニャーノ - グラディスカ〕 - グロッタ - マイニッツァ - 〔ルチニーコ - ゴリツィア〕

コムーネ南部にはイゾンツォ川に並行し、グロッタ、マイニッツァの集落を貫いて SS351 が東西に走っている。SS351 はマイニッツァから北東へルチニーコ (it) （ゴリツィア市の分離集落）を経由し、ゴリツィアに向かう。
また、コムーネ南部には SS351 と並行する形で自動車道 RA17 が通っており、グロッタ東方にインターチェンジ（ヴィッレッセ方面のみの片側インターチェンジ）がある。RA17は東へイゾンツォ川を越えてゴリツィアに向かう。